# Get Back Up
Get Back Up ist ein Lied des US-amerikanischen Rappers T.I. Es erschien am 18. Oktober 2010 als zweite Singleauskopplung des Albums No Mercy. Der Musiker Chris Brown ist bei dem Lied als Gastmusiker zu hören.

## Hintergrund und Musikvideo
Das Lied wurde am 18. Oktober 2010 als erste Single aus T.I.s siebtem Studioalbum No Mercy veröffentlicht. Produziert wurde es von dem Produzentenduo The Neptunes.
Das Musikvideo wurde von Maya Table gedreht und feiere am 3. November 2010 Premiere.

## Erfolg

### Rezeption
Das Lied wurde unter anderem als „inspirierend“ bezeichnet. Allerdings wurde oftmals erwähnt, dass er mit der Veröffentlichung des Liedes hätte warten sollen, bis er wieder aus dem Gefängnis freigelassen wird und er „seinen Respekt wiederbelebt“ hätte. Kritisiert wurde der Titel beispielsweise für die Beteiligung des Sängers Chris Brown. Das Lied, in welchem T.I. sagt, dass er „menschlich ist und auch Fehler macht“, wirke dadurch „ausformuliert“. Zudem sorge Brown dafür, dass die Aufmerksamkeit des Hörers sich der „großartigen Botschaft des Liedes“ entziehe.

### Chartplatzierungen
| ChartsChartplatzierungen       | Höchstplatzierung | Wochen |
| ------------------------------ | ----------------- | ------ |
| Vereinigte Staaten (Billboard) | 70 (1 Wo.)        | 1      |